# Laval-Est
Pour les articles homonymes, voir Laval.
Laval-Est (précédemment connue sous le nom de Duvernay) fut une circonscription électorale fédérale située dans la région de Laval dans le sud du Québec, représentée de 1968 à 2004.
La circonscription de Laval-Est a été créée en 1966 d'une partie de la circonscription de Laval. Renommée Laval-Est en 1990, elle fut abolie en 2003 et redistribuée parmi les circonscriptions d'Alfred-Pellan et de Marc-Aurèle-Fortin.

## Géographie
La circonscription de Laval-Est consiste à la partie nord-est de la ville de Laval

## Députés
| Législature                                        | Années    | Député      | Député              | Parti                     |
| -------------------------------------------------- | --------- | ----------- | ------------------- | ------------------------- |
| Duvernay issue de Laval                            |           |             |                     |                           |
| 28e                                                | 1968–1972 |             | Eric Kierans        | Libéral                   |
| 29e                                                | 1972–1974 | Yves Demers |                     | Libéral                   |
| 30e                                                | 1974–1979 | Yves Demers |                     | Libéral                   |
| 31e                                                | 1979–1980 | Yves Demers |                     | Libéral                   |
| 32e                                                | 1980–1984 | Yves Demers |                     | Libéral                   |
| 33e                                                | 1984–1988 |             | Vincent Della Noce  | Progressiste-conservateur |
| 34e                                                | 1988–1993 |             | Vincent Della Noce  | Progressiste-conservateur |
| Laval-Est                                          |           |             |                     |                           |
| 35e                                                | 1993–1997 |             | Maud Debien         | Bloc québécois            |
| 36e                                                | 1997–2000 |             | Maud Debien         | Bloc québécois            |
| 37e                                                | 2000–2004 |             | Carole-Marie Allard | Libéral                   |
| Dissoute parmi Alfred-Pellan et Marc-Aurèle-Fortin |           |             |                     |                           |